# Nether Kellet
Pour l’article homonyme, voir Over Kellet.
Nether Kellet est un village et une paroisse civile du Lancashire, en Angleterre. C'est un des Thankful Villages.